# Antonius de Rosellis

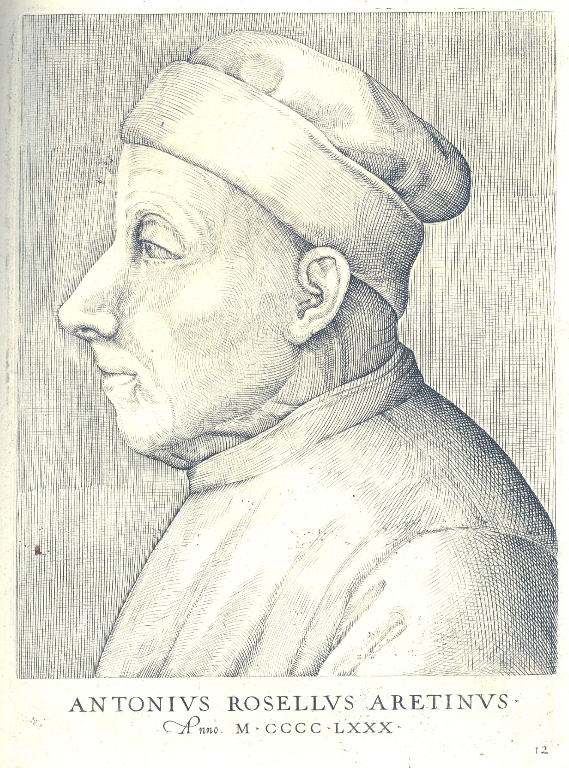
Antonius de Rosellis

Antonius de Rosellis (italienisch Antonio Rosselli, * 1381 in Arezzo; † 16. Dezember 1466 in Padua) war ein italienischer Kirchenrechtler.

## Biografie
Antonius de Rosellis entstammte einer alten aristokratischen Familie der Stadt Arezzo. Sein Vater Rosello war ein Schüler des berühmten Rechtsgelehrten Bartolus de Saxoferrato und hatte verschiedene Ämter inne, die Mutter ist unbekannt. In der Familie finden sich zahlreiche Juristen, auch zwei seiner Brüder schlugen diesen Berufsweg ein.
Antonius studierte Jura an der Universität Bologna. Zu seinen Lehrern zählten Antonio da Budrio, Bartolomeo da Saliceto und Floriano da San Pietro. Am 16. Mai 1406 wurde Antonius promoviert. Er hatte schon zu Studienzeiten in Bologna unterrichtet, verließ aber dann vorerst die akademische Laufbahn. 1410 veröffentlichte er den Tractatus de ieiuniis, eine kirchenrechtliche Erörterung der Fastengebote, und widmete ihn dem Grafen Guidantonio da Montefeltro als Dank dafür, dass dieser ihn in seinen Hofstaat aufgenommen hatte. Der Graf verlieh ihm 1415/16 das Amt des Bürgermeisters von Assisi. An der Universität Florenz lehrte er in den folgenden Jahren Zivilrecht.
1423 erfolgte der Wechsel an die Universität Siena. Zu seinen berühmtesten Schülern der Sieneser Jahre gehörte Enea Silvio Piccolomini. Neben seiner Lehrtätigkeit nahm de Roselli auch Aufträge als Rechtsberater an. Um 1430 ernannte ihn Papst Martin V. zum Konsistorialadvokaten. Unter dem folgenden Papst Eugen IV. war er 1432/33 in diplomatischer Mission am Hof Kaiser Sigismunds und erreichte eine Annäherung zwischen Papst und Kaiser. Der Kaiser verlieh ihm als Anerkennung seiner Dienste den Titel Pfalzgraf. Papst Eugen entsandte ihn als Legaten zum Konzil von Basel. In dieser Mission verfasste er die am 13. September 1433 promulgierte Bulle Deus novit, die sich gegen das Zusammentreten des Basler Konzils und seine Beschlüsse richtet. 1438 entsandte ihn der Papst an den Hof des neu gewählten römisch-deutschen Königs Albrecht II. Doch kurz darauf verschlechterten sich de Rosellis Beziehungen zur Kurie aus unbekanntem Grund. Er verließ Rom und trat im gleichen Jahr eine hoch dotierte Stelle als Rechtsprofessor an der Universität Padua an. Hier blieb er bis an sein Lebensende.

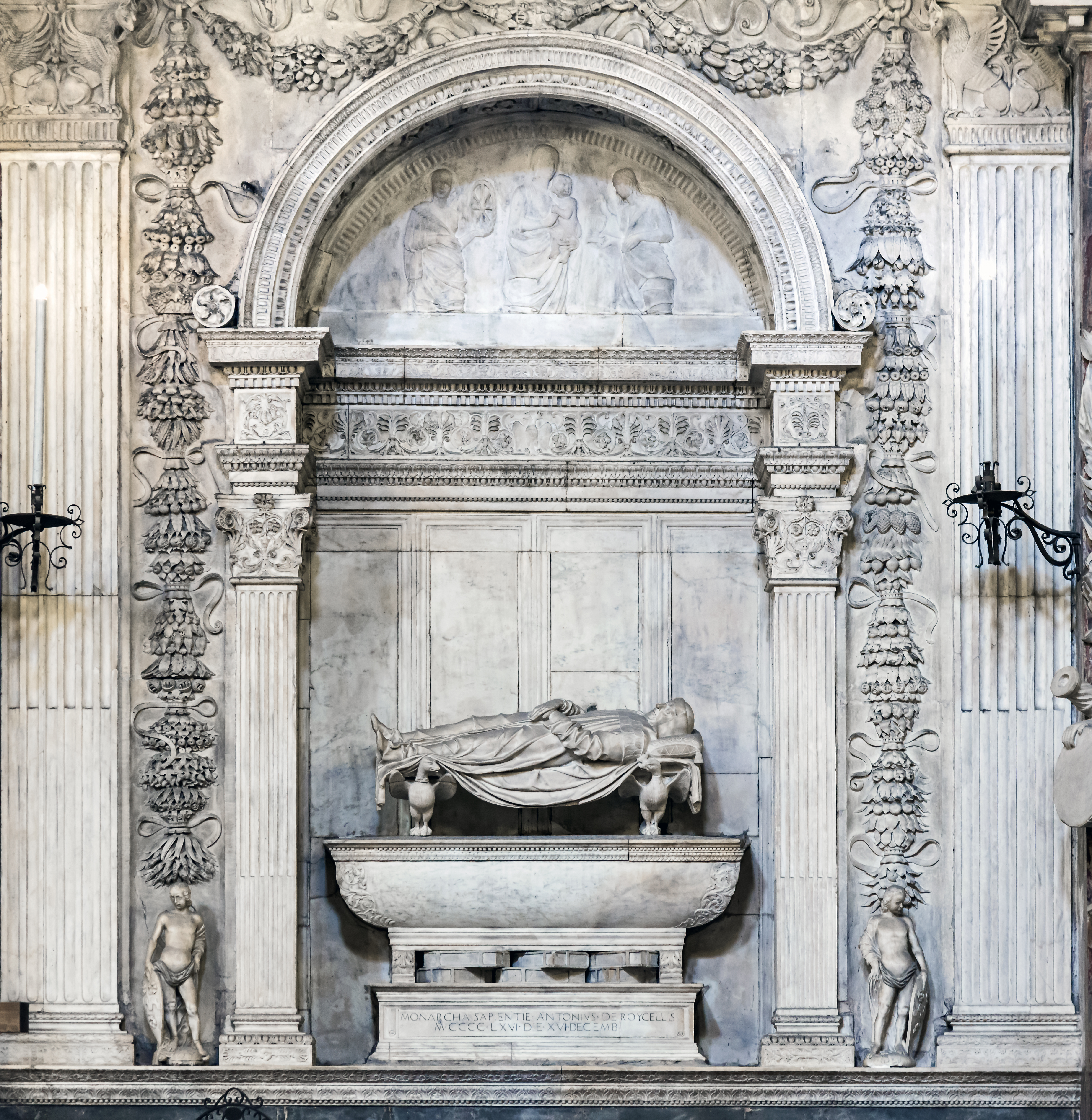
Grabmal des Antonius de Rosellis in San Antonio (Padua)

Als de Rosellis am 16. Dezember 1466 hochbetagt starb, wurde er mit großen Ehren in der Basilika San Antonio beigesetzt. Der Bischof von Padua, Pietro Barozzi, hielt die Grabrede. Sein Grabmal ist ein Werk von Pietro Lombardo.
Antonius de Rosellis war zweimal verheiratet: in erster Ehe mit Angela di Guidaccio Pecori und in zweiter Ehe mit Valenziana, der Witwe des Kirchenrechtlers Prosdocimo Conti. Aus beiden Ehen sind mehrere Töchter und Söhne bekannt.

## Werke
Zwischen 1433 und 1437 verfasste Antonius de Rosellis sein Hauptwerk, Monarchia, sive de potestate imperatoris et papae. Er widmete es Kaiser Sigismund. Der Text hatte einen komplizierten Entstehungsprozess mit vielen Änderungen. 1481 wurde diese Abhandlung von der Kirche verurteilt, trotzdem war sie weit verbreitet. Das darin behandelte Problem der Verhältnisbestimmung zwischen päpstlicher und kaiserlicher Autorität thematisierte de Rosellis 1444 auch in dem Traktat De conciliis ac synodis generalibus.
Während seiner Zeit in Padua verfasste de Rosellis weitere Abhandlungen, die von seinen Schülern veröffentlicht wurden: De ornatu mulierum (1447), De successionibus ab intestato e Super arbore consanguinitatis (1450), De indulgentiis, penitentiis et remissionibus (1451), De indiciis et tortura (1461), De usuris.

## Rezeptionsgeschichte
Antonius de Rosellis bezog in seinem Hauptwerk Monarchia Position für das Papsttum, ohne die Berechtigung von Konzilien ganz zu bestreiten. Wirkungsgeschichtlich bedeutender war aber, dass de Rosellis das Papsttum ganz auf den geistlichen Bereich beschränkte, ihm jede weltliche Herrschaft absprach und die Oberhoheit im irdischen Bereich dem Kaiser zusprach, dem er sein Werk ja auch gewidmet hatte.
Protestanten sahen daher seit dem 16. Jahrhundert in Antonius de Rosellis einen willkommenen Verbündeten; so nannte ihn der Gnesiolutheraner Matthias Flacius in seinem Catalogus testium veritatis (1556) unter den „Zeugen der Wahrheit.“ Diese Rezeption, die de Rosellis’ Anliegen kaum gerecht wird, führte andererseits dazu, dass die Monarchia von der römisch-katholischen Kirche 1540 auf den Index der verbotenen Bücher gesetzt wurde. Dass de Rosellis die Autorität von Konzilsbeschlüssen bestritt, ließ sich protestantischerseits auch als Argument verwenden, um die Ablehnung des Konzils von Trient zu begründen.
Melchior Goldast druckte 1611 in Hanau die bis heute einzige vollständige Ausgabe der Monarchia. Der Rahmen, in den Goldast de Rosellis Text stellte, bewirkte, dass Antonius de Rosellis „vor allem als ein Verfechter der Unabhängigkeit des Kaisertums vom Papsttum und nicht, wie es seine ursprüngliche Intention gewesen war, als ein Verteidiger des Papsttums gegenüber dem Konzil“ wahrgenommen wurde.